# David Aznar
David Aznar Chicharro (* 9. März 1980 in Talavera de la Reina) ist ein spanischer Fußballtrainer.

## Karriere
David Aznar absolvierte das Studium der Sportwissenschaft an der Universität Kastilien-La Mancha und begann seine Laufbahn als Fußballtrainer in der Jugend von Real Madrid, wo er in der Saison 2003/04 als Co-Trainer der U-13-Mannschaft wirkte. Im Anschluss wechselte er in seine Geburtsstadt zum FC Talavera, wo er das Amt des Direktors der Jugendmannschaften annahm und darüber hinaus von 2004 bis 2007 die U-14, U-12 und die U-19 trainierte. Im Jahr 2007 verpflichtete Atlético Madrid Aznar als Jugendcoach. Bei den Rojiblancos sollte er bis 2011 zuerst die U-14 und später die U-19-Mannschaft trainieren. Von 2011 bis 2016 arbeitete David Aznar für den spanischen Fußballverband in der verbandseigenen Fußballschule. Parallel dazu war er Trainer bei diversen Madrider Klubs, in der Saison 2011/12 betreute er die B-Mannschaft von CD Leganés, von 2013 bis 2015 die A-Jugend von Rayo Majadahonda und in der Saison 2015/16 die von AD Alcorcón.
Im Sommer 2016 verpflichtete der FC Getafe Aznar als Co-Trainer von Juan Esnáider, jedoch wurden beide aufgrund des schwachen Saisonstarts bereits Ende September entlassen.
David Aznar wechselte daraufhin zum Madrider Fußballverband, wo er die U-18 Auswahl betreute.
Im Sommer 2018 verpflichtete der Frauenfußballverein CD Tacón Aznar als Cheftrainer der ersten Mannschaft. Diese war in der Saison 2017/18 erst im Playoff-Endspiel am Aufstieg in die Primera División gescheitert. Mit CD Tacón erreichte Aznar den ersten Platz im Grunddurchgang, in den anschließenden Playoffs setzte sich sein Team gegen Saragossa CFF und Santa Teresa CD durch und erreichte damit den Aufstieg in die höchste Spielklasse. Zur Saison 2019/20 schloss CD Tacón ein Abkommen mit Real Madrid, wonach der Mannschaft fortan die Ciudad Real Madrid als Trainings und Wettbewerbsstätte zur Verfügung gestellt wurde, zudem verstärkte sich das Team mit einigen bekannten Spielerinnen wie Kosovare Asllani, Sofia Jakobsson, Babett Peter, Thaisa oder Chioma Ubogagu. CD Tacón startete zwar schlecht in die Saison, gewann in den ersten acht Begegnungen der Primera División nur ein Spiel und erreichte zwei Unentschieden, konnte sich jedoch im Laufe des Wettbewerbs steigern und beendete die aufgrund der COVID-19-Pandemie verkürzte Meisterschaft 2019/20 letztlich auf dem zehnten Platz.
Zur Saison 2020/21 wurde CD Tacón von Real Madrid übernommen und zur Frauenfußballsektion der Königlichen. Die von David Aznar trainierte erste Mannschaft kämpfte von Beginn an um die Qualifikation für die UEFA Women’s Champions League und lieferte sich in den letzten Runden der Meisterschaft ein spannendes Duell mit UD Levante um den zweiten Platz. Letztlich konnte sich Real Madrid durchsetzen und beendete die Saison als Vizemeister unmittelbar hinter dem FC Barcelona.